# Bombningen av Darwin
Bombningen av Darwin skedde 19 februari 1942 och utfördes av japanska flygstridskrafter under andra världskriget. Bombningen dödade cirka 250 människor och skadade 300. 10 fartyg sänktes och ytterligare 25 skadades. 23 allierade flygplan förstördes. 
Den var den första och största (242 bomb- och jaktflygplan deltog) av nästan 100 japanska räder mot Australien som genomfördes 1942-1943. 
I likhet med attacken mot Pearl Harbor var överraskningen stor på den allierade sidan (även här misstogs de japanska planen för allierade plan på väg hem) och få flygplan kom upp i luften för att motstå räden. 
Mellan 6 och 10 japanska plan gick förlorade under anfallet.
Rykten om att all civilbefolkning skulle evakuera Darwin spreds efter anfallet vilket ledde till att många civila flydde staden. Den militära disciplinen bröt också samman och ledde till att militärer stationerade i staden plundrade den. 